# Parapnyxia quadrispina
Parapnyxia quadrispina är en tvåvingeart som beskrevs av Werner Mohrig 1991. Parapnyxia quadrispina ingår i släktet Parapnyxia och familjen sorgmyggor.
Artens utbredningsområde är Turkmenistan. Inga underarter finns listade i Catalogue of Life.